# Tintoret peignant sa fille morte
Le Tintoret peignant sa fille morte est un tableau peint par Léon Cogniet, vers 1843. En 1853, le tableau est acheté par la Société des amis des arts de Bordeaux. 
On peut retrouver de nombreuses études du tableau, au Musée des beaux-arts d'Orléans, léguées par Mme Cogniet, en 1892.

## Expositions
En 2014, il est prêté au Musée des beaux-arts de Lyon dans le cadre de l'exposition L'invention du Passé. Histoires de cœur et d'épée 1802-1850.

## Galerie

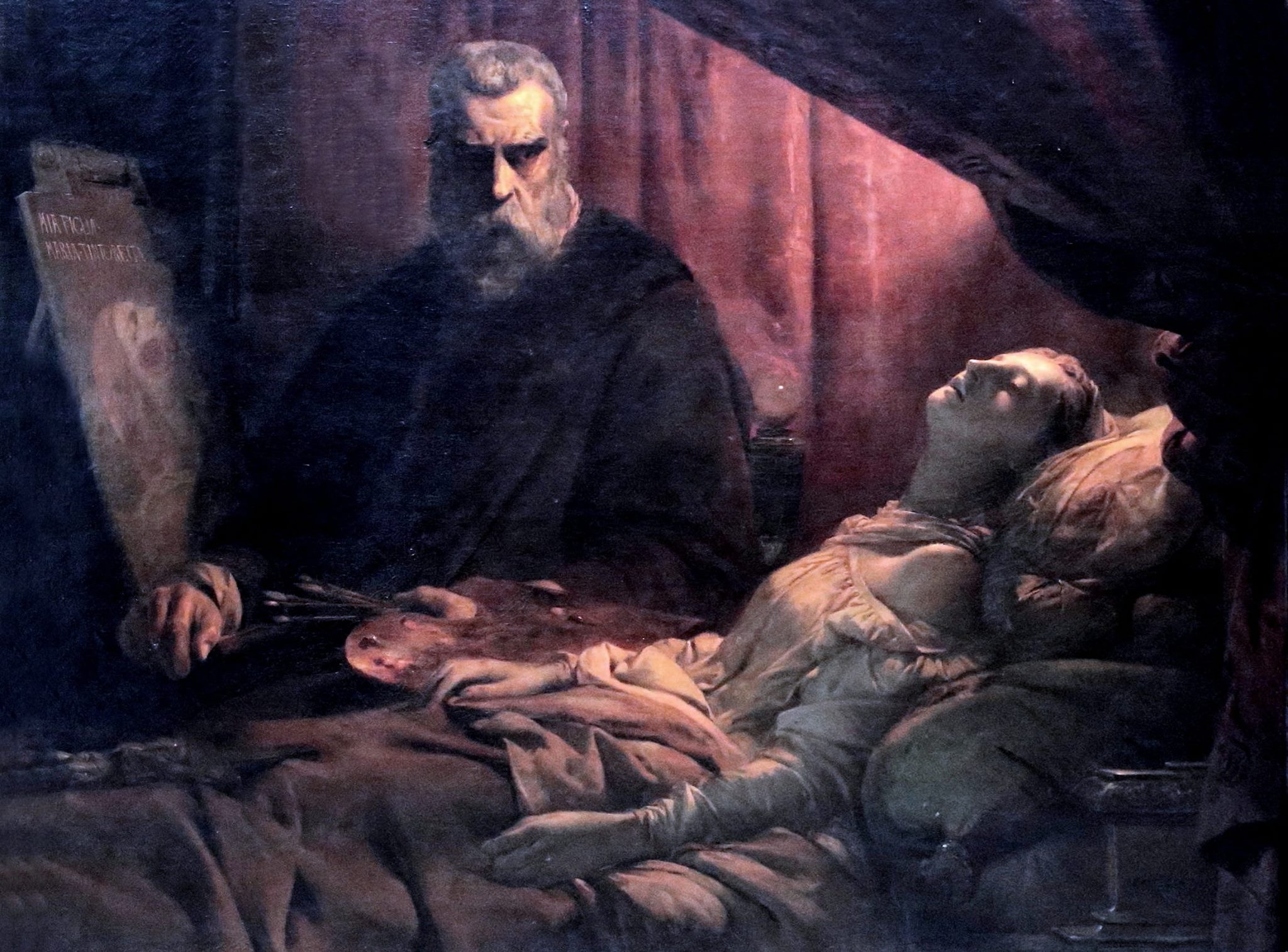
Peinture de Léon Cogniet.
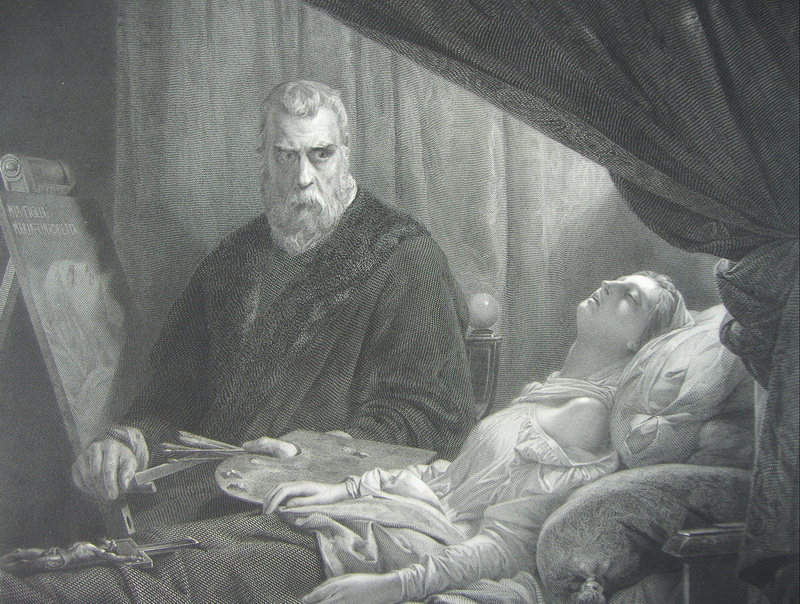
Gravure d'après le tableau par Achille-Louis Martinet.
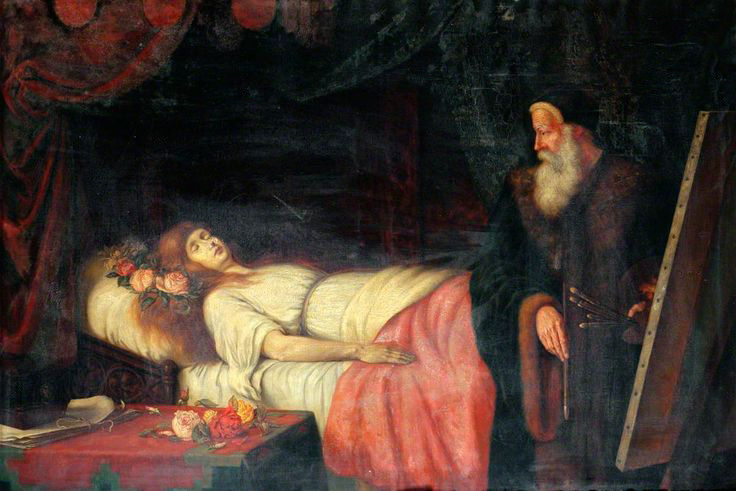
Version ultérieure par George Blackburn.
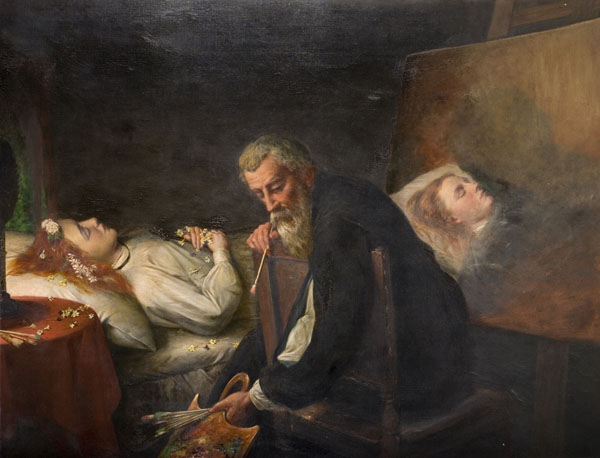
Autre version ultérieure (1873) par Henry Nelson O'Neil.